# ANT (rete)
ANT è una rete di sensori senza fili (wireless) proprietaria (ma ad accesso aperto) multicast progettata e commercializzata da ANT Wireless (divisione di Dynastream Innovations, società di proprietà di Garmin).
Definisce una suite di protocollo di comunicazione senza fili che permette all'hardware di operare nella banda ISM a 2,4 GHz di frequenza per comunicare stabilendo delle regole standard di co-esistenza, rappresentazione dei dati, signalling, autenticazione e rilevamento dell'errore. Concettualmente è simile alla tecnologia Bluetooth low energy ma è orientato alla sensoristica.

## Confronto con altre tecnologie

### Confronto con Bluetooth, Bluetooth consumo ridotto e ZigBee
ANT è stato sviluppato per sensori di rete a consumo ridotto e a bassa velocità di trasmissione, in maniera concettualmente simile a (ma non compatibile con) Bluetooth a basso consumo. Si differenzia dal normale Bluetooth, il quale è stato sviluppato per applicazioni con velocità di trasmissione relativamente alte come il flusso audio per cuffie a consumo ridotto.
ANT usa una trasmissione asincrona adattiva per permettere a molti dispositivi ANT di comunicare in maniera concorrente senza interferire tra di loro, a differenza del Bluetooth SMART, il quale supporta un numero illimitato di nodi attraverso le scatternets e il broadcasting tra i dispositivi.
|                                   | ANT                                                                                                  | Z-Wave                  | Bluetooth                                 | Bluetooth SMART                               | ZigBee                  |
| --------------------------------- | --- | ----------------------- | ----------------------------------------- | --------------------------------------------- | ----------------------- |
| Standardizzazione                 | Proprietario                                                                                         | Proprietario            | Standard                                  | Standard                                      | Standard                |
| Topologie                         | Punto a punto, stella, albero, mesh                                                                  | Mesh                    | Punto a punto, scatternet                 | Punto a punto, stella                         | Mesh                    |
| Intervallo                        | 30 metri a 0 dBm                                                                                     | 10-100 metri            | 1–100 metri                               | 10–100 metri                                  | 10–100 metri            |
| Massimo tasso di dati             | Broadcast/Ack - 200 Hz × 8 bytes × 8 bits = 12.8 kBit/s Burst - 20 kBit/s Advanced Burst - 60 kbit/s | 100 kbit/s              | 1-3 Mbit/s                                | 1 Mbit/s                                      | 250 kBit/s (at 2.4 GHz) |
| throughput dell'applicazione      | 0.5 Hz to 200 Hz (8 bytes data)                                                                      |                         | 0.7-2.1 Mbit/s                            | 305 kBit/s                                    |                         |
| Numero massimo di nodi in piconet | 65533 per canale condiviso (8 canali condivisi)                                                      | 232 devices per network | 1 master e 7 slaves attivi, 200+ inactive | 1 master e 7 slaves con scatternet illimitato | star - 65536            |
| Sicurezza                         | AES-128 e chiave a 64 bit                                                                            | AES-128                 | chiave a 56-128 bit                       | AES-128                                       | AES-128                 |
| Modulazione                       | GFSK                                                                                                 | FSK                     | GFSK                                      | GFSK                                          | OQPSK                   |